# Wren
Wren是一个简洁、轻量、可扩展的嵌入式脚本语言。Wren的C API和Lua非常相似，有着易于嵌入的优点。在语法上，Wren受到Java的影响，在语义上，Wren和Smalltalk相似。在内部实现上，Wren的翻译器由一个字节码编译器和一个VM组成。该VM对用户透明，从外部看上去，Wren似乎是一个直接执行源码的脚本语言。Wren在目前（2022）没有JIT编译器。翻译的效率和LuaJIT比起来要慢。

## 库
Wren拥有针对C和Rust的库。在编译时，可以将库或者源码直接编译到应用程式当中，实现嵌入。

## 语言特性
Wren相对于Lua最直观上的不同在于，其内建了对类（class）的支持。
- C库：直接从官网下载编译
- Rust库：ruwren

Wren的数字类型为64位IEEE754浮点数字。其复杂类型在栈上均使用指针表示，指针则是采用IEEE754中的保留比特位来进行表示，以此对语言实现进行简化。